# Nacho Martín Blanco
Ignacio de Loyola Martín Blanco (Barcelona, 2 de agosto de 1982), más conocido como Nacho Martín Blanco, es un periodista, politólogo y político español.

## Biografía
En 2008 se licenció en Periodismo por la Facultad de Ciencias de la Comunicación Blanquerna de la Universidad Ramon Llull, y en 2011, en Ciencias Políticas y de la Administración por la Universidad de Barcelona (UB). Martín Blanco se inició en el mundo de la comunicación haciendo prácticas en el diario ABC, en La Vanguardia y en El País. Posteriormente, empezó a colaborar en la escuela de negocios barcelonesa IESE Business School, propiedad de la Universidad de Navarra, y  como articulista de opinión en varios medios de la prensa escrita.
Como tertuliano y articulista participó en espacios de mediados de comunicación como: RAC1, RNE (Radio 4), TV3, TVE, Antena 3 (donde participó activamente en el programa Espejo Público), así como en «El Món a Rac 1» y en «El Debate de la 1». Actualmente, es profesor de la Universidad Abad Oliva CEU y ha colaborado en la organización de varios cursos académicos a la Universidad Internacional Menéndez Pelayo.
Martín Blanco se ha posicionado públicamente a favor de posiciones sostenidas por Ciudadanos y el Partido Popular. Se ha manifestado en contra de la inmersión lingüística, el proceso independentista y de un referéndum de autodeterminación para dirimir el futuro de la región catalana dentro de España.
En las elecciones al Parlamento de Cataluña de 2017 fue elegido diputado por Ciudadanos, que había sido la lista más votada. En las de 2021, en las que el partido retrocedió hasta los seis escaños, mantuvo su puesto en el parlamento. Fue el portavoz de Ciudadanos a la Comisión de Control de la Corporación Catalana de los Medios Audiovisuales. El 14 de diciembre de 2021, la presidenta del Parlamento catalán, Laura Borràs, lo expulsó del pleno al ejercer la palabra cuando no tenía turno. Denunciaba «la falta de imparcialidad» con que la presidencia de la cámara trataba al diputado Pau Juvillà, condenado por el TSJC a seis meses de inhabilitación por no retirar lazos amarillos del balcón del Ayuntamiento de Lérida en la campaña de las generales de abril de 2019.
Con la marcha de Lorena Roldán al Partido Popular, Martín Blanco se convirtió en protavoz del grupo de Ciudadanos en el Parlament. Se especuló desde la prensa con que se lo escogiera como candidato a la alcaldía de Barcelona, plaza difícil habida cuenta la situación que corre el partido naranja desde las aciagas elecciones de noviembre de 2019. El 8 de junio de 2023 presentó la dimisión de su cargo de diputado en el Parlamento de Cataluña y abandonó Ciudadanos.
Cuatro días más tarde se supo que iba a ser cabeza de lista del Partido Popular en la circunscripción de Barcelona para las elecciones generales de 2023. Tras dichos comicios, resulta elegido diputado nacional.